# Александер Фалцетас
Александер Фалцетас (швед. Alexander Daniel Faltsetas, нар. 4 липня 1987, Гетеборг, Швеція) — шведський футболіст, опорний півзахисник клубу «Геккен».

## Ігрова кар'єра
Александер Фалцетас народився у місті Гетеборг і у своєму ж місті почав займатися футболом у клубі «Вестра Фрелунда». У 2009 році футболіст перейшов до клубу з Супереттан «Тролльгеттан». Фалцетас починав, як атакувальний півзахисник але згодом перейшов грати до опорної зони.
У 2010 році футболіста запросив до складу ІФК Гетеборг. Не маючи достатньо ігрової практики Александер змушений був відправитися в оренду до «ІК Браге». У 2012 взагалі залишив ІФК Гетеборг, перейшовши до складу «Єфле».
Контракт Фалцетаса з «Єфле» закінчився по завершенні сезону 2013 року і він разом із своїм тренером Пером Уллсоном перейшов у столичний «Юргорден», з яким уклав трирічний контракт.
У 2017 році Фалцетас повернувся до міста Гетеборг, де приєднався до місцевого клубу «Геккен».

## Особисте життя
Батько Александера Фалцетаса грек за походженням. Улюблений клуб самого Адександера — ПАОК з рідного міста його батька Салоніки.

## Титули і досягнення
- Володар Кубка Швеції (1):

Геккен: 2018-19